# DIY (歌曲)
〈DIY〉是臺灣歌手蔡依林演唱的歌曲。該歌曲由蔡依林、Jackson Dimiglio-Wood、Richard Craker創作，並由蔡依林、陳星翰、Richard Craker製作。該歌曲作為專輯《Pleasure》的第二支單曲由凌時差音樂於2025年6月27日發行。

## 背景
2025年6月21日，蔡依林在出席2025年Hito流行音樂獎頒獎典禮前，透過社群媒體透露將於下週推出新歌。翌日，她再度透過社群媒體宣布，全新單曲〈DIY〉將於同月27日零時正式上線。同月25日，蔡依林釋出歌曲〈DIY〉的15秒音檔。

## 創作
歌曲〈DIY〉的歌詞由蔡依林率先完成，歌曲中反覆出現「DIY」三字，搭配「Do It Yourself」的呼喊和強烈節奏，營造出儀式感般的氛圍。旋律由歌曲〈Pleasure〉的創作人Richard Craker和英國作曲家Jackson Dimiglio-Wood共同創作，編曲則由陳星翰領銜，鄭人豪、Morrison Ma及CYH等人共同完成。為達理想效果，〈DIY〉的編曲歷經多達34個版本，展現製作團隊對作品的高度要求。
歌曲融合Electropop和Trap曲風，前奏以低頻合成器鋪陳，營造出朦朧氛圍。編曲中高頻電子節拍和低頻Bass形成對比，增強張力。人聲經過多層次堆疊處理，以耳語形式貼近聽感，營造出親密氛圍。尾段加入部落律動，呈現由克制轉向釋放的變化。

## 主題和封面
歌曲以「身體」為核心命題，深入探討「身體」和「慾望」之間的關聯，傳達對自身需求的覺察和尊重，鼓勵人們誠實且勇敢地面對身體訊號和內在渴望。蔡依林指出，〈DIY〉回應了現實中身體訊號常被忽略或扭曲的現象，強調無論面對害羞或恐懼，都應以誠實和勇氣正視自身感受。歌曲從女性視角出發，突破以往慾望敘述中男性主導的框架，倡導自我覺醒和自主掌控身體權利。
單曲封面展現慾望、美感和力量的主題，蔡依林身穿鮮紅馬甲，慵懶地躺於紅色膠床之上，床下延伸出多雙象徵情慾的手，營造出強烈的視覺張力，並呼應〈Pleasure〉MV中「原罪之牆」的意象。該封面亦為蔡依林首次挑戰帶有濃厚性感氛圍的拍攝風格。

## 發行和宣傳
2025年7月4日，蔡依林發布影片《〈DIY〉影后讀本計畫》，由楊謹華、林廷憶、嚴藝文、曾菀婷、謝瓊煖、陳庭妮、謝盈萱、鍾欣凌、楊貴媚共九位「影后」以讀劇本的方式詮釋〈DIY〉歌詞。同月5日，蔡依林發布〈DIY〉的舞蹈練習影片，並提供橫式和直式兩個版本。
同年8月1日，蔡依林發布〈DIY〉的MV。MV由導演Christian Breslauer執導，延續先前單曲〈Pleasure〉的主題風格。MV於好萊塢環球影城的攝影棚拍攝，後期動畫特效製作歷時三個月完成。

## 評價
| 評論得分 | 評論得分 |
| 來源     | 評分     |
| -------- | -------- |
| 騰訊音樂 | 8.48/10  |

音樂人張匯泉認為，蔡依林在音樂創作上展現出簡潔且勇於表達的風格，〈DIY〉呈現方式瀟灑自如，並指出她持續探索流行音樂在形式和內容上的邊界。音樂人小胡則表示，〈DIY〉在旋律設計上透過節奏變化和音符組合，營造出具有誘惑性和張力的氛圍。
微博樂評人呆若木一認為，〈DIY〉在音樂性上展現出更高的可玩性和國際接軌的製作水準。歌曲結構融合中東風格Hook、R&B主歌、Jersey Club過渡段、以及融合Dancehall和Baile Funk風格的副歌節奏，營造出一場關於身體、自我和慾望的對話。歌詞則延伸出女性身體自主、拒絕自我偽裝和主體定義權等議題。相較於〈Pleasure〉，〈DIY〉在表達上更聚焦、深入，音樂風格也更趨融合化，體現亞洲流行音樂的國際化趨勢。
微博樂評人HeyWarWars認為，〈DIY〉以節奏明快的Trap舞曲風格結合中東小調旋律，展現出強烈的氛圍感和聽覺衝擊，流行度甚至超越〈Pleasure〉。他指出，歌曲雖從身體欲望切入，但其核心在於主動定義自身感受和節奏，傳達去除迎合和偽裝後的自我掌控意識。〈DIY〉是一次從形式到主題皆具完整性的聲音表達。
微博樂評人三石一聲指出，蔡依林在《Pleasure》專輯中，透過〈Pleasure〉和〈DIY〉形成從探討快感到主動獲取快感的完整敘事。〈DIY〉以身體為引子，強調快感應來自個體內在的感知和選擇，展現自主意識。歌曲融合性感氛圍和細緻製作，體現蔡依林作為創作者的掌控力與實驗精神，是其音樂表達上一次風格與觀念的進一步突破。
微博樂評人梁曉輝認為，蔡依林的〈DIY〉以較大尺度的歌詞探討自我主體性的價值觀，強調從他人手中奪回幸福標尺，通過內省和自我觀照實現身心完整。該作品將常見的「DIY」概念賦予新精神內涵，不僅指「自己動手」，亦涵蓋「自我挖掘」。該歌曲延續蔡依林先前作品的覺醒主題，兼具實踐和價值層面的雙重意涵，表達出更具說服力的自我宣言。
微博樂評人DC大叔認為，〈DIY〉延續了蔡依林在〈Pleasure〉中對「欲望」的探索，但視角由外轉內，從「誰能看見我」轉向「我能否看見自己」。歌曲不以宣告或對抗為主，而是透過私密而細膩的語言，表達自我接納和主體性的回歸。他亦指出，〈DIY〉如同一封寫給曾經不確定自我欲望的聽眾的情書，展現了蔡依林在「愛自己」命題上的深化與成熟，強調不是否定渴望，而是以更溫柔的方式掌握主導權。

## 商業表現
歌曲於首週登上騰訊音樂由你榜週榜第九名。

## 幕後人員

#### 音樂
- 蔡依林—製作人、配唱製作人、和聲、和聲編寫
- 陳星翰—製作人、編曲人
- Richard Craker—製作人、編曲人
- 鄭人豪—編曲人
- Morrison Ma—編曲人
- CYH—編曲人
- Jackson Dimiglio Wood—編曲人
- 陳文駿—人聲錄音師
- Phil Tan（英语：Phil Tan）—混音師
- Dale Becker—母帶後期處理師

#### 封面
- The Squared Division—創意總監
- Brian Ziff—攝影
- Ethan Chancer—3D美術設計
- Antidote Digital—製作
- Special Offer, Inc.—視覺設計
- Lisa Jarvis—造型
- Carolina Ballesteros—化妝
- Johnny Ho—髮型

#### 音樂影片
- The Squared Division—創意總監
- Christian Breslauer（英语：Christian Breslauer）—導演
- London Alley—製作
- Jenn Khoe—The Squared Division創意製作
- Robbie Blue—編舞
- 徐聖展—編舞顧問
- Ayden Hammer—舞者
- Madison Alvarado—舞者
- Jordan Laza—舞者
- Alyssa Massimiani—舞者
- Selena Hamilton—舞者
- Lisa Jarvis—造型
- Carolina Ballesteros—化妝
- Johnny Ho—髮型
- Rachel@AllHailThyNail—美甲

## 排行榜
| 排行榜（2025年） | 最高排名 |
| ---------------- | -------- |
| 中國大陸（騰訊） | 9        |

## 外部連結
- YouTube上的〈DIY〉音檔